# Bad Salzungen
Bad Salzungen település Németországban, azon belül Türingiában. Lakosainak száma 23 133 fő (2023. december 31.). Bad Salzungen Stadtlengsfeld, Leimbach, Tiefenort, Moorgrund, Barchfeld-Immelborn, Breitungen/Werra, Urnshausen és Weilar községekkel határos.

## Népesség
A település népességének változása:
| Lakosok száma | 15 763 | 20 509 | 20 244 | 22 976 | 23 013 | 23 133 |
|               | 2015   | 2017   | 2019   | 2021   | 2022   | 2023   |